# Néville
Pour les articles homonymes, voir Neville.
Néville est une commune française située dans le département de la Seine-Maritime en région Normandie.

## Géographie
| Ingouville              | Saint-Valery-en-Caux | Cailleville |
| Saint-Riquier-ès-Plains | Néville              | Pleine-Sève |
| Ocqueville              | Crasville-la-Mallet  | Drosay      |

### Hydrographie
La commune est située dans le bassin Seine-Normandie. Elle n'est drainée par aucun cours d'eau,.

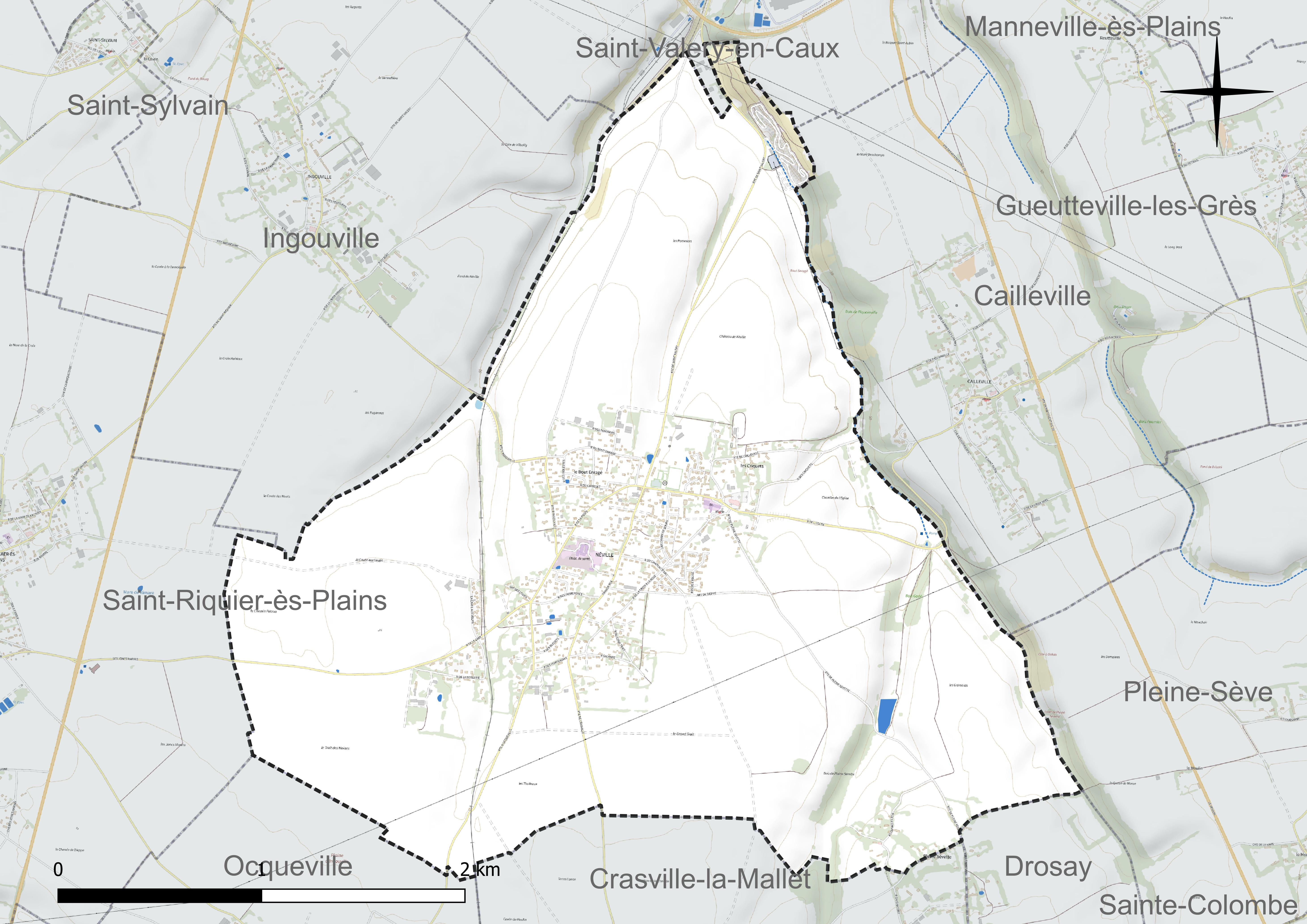
Réseau hydrographique de Néville.

### Climat
Pour des articles plus généraux, voir Climat de la Normandie et Climat de la Seine-Maritime.
En 2010, le climat de la commune est de type climat océanique franc, selon une étude du CNRS s'appuyant sur une série de données couvrant la période 1971-2000. En 2020, Météo-France publie une typologie des climats de la France métropolitaine dans laquelle la commune est exposée à un climat océanique et est dans la région climatique Côtes de la Manche orientale, caractérisée par un faible ensoleillement (1 550 h/an) ; forte humidité de l’air (plus de 20 h/jour avec humidité relative > 80 % en hiver), vents forts fréquents. Parallèlement le GIEC normand, un groupe régional d’experts sur le climat, différencie quant à lui, dans une étude de 2020, trois grands types de climats pour la région Normandie, nuancés à une échelle plus fine par les facteurs géographiques locaux. La commune est, selon ce zonage, exposée à un « climat maritime », correspondant au Pays de Caux, frais, humide et pluvieux, légèrement plus frais que dans le Cotentin.
Pour la période 1971-2000, la température annuelle moyenne est de 10,6 °C, avec une amplitude thermique annuelle de 12,9 °C. Le cumul annuel moyen de précipitations est de 944 mm, avec 13,2 jours de précipitations en janvier et 8,7 jours en juillet. Pour la période 1991-2020, la température moyenne annuelle observée sur la station météorologique la plus proche, située sur la commune d'Ectot-lès-Baons à 21 km à vol d'oiseau, est de 10,8 °C et le cumul annuel moyen de précipitations est de 905,5 mm,. Pour l'avenir, les paramètres climatiques de la commune estimés pour 2050 selon différents scénarios d’émission de gaz à effet de serre sont consultables sur un site dédié publié par Météo-France en novembre 2022.

## Urbanisme

### Typologie
Au 1er janvier 2024, Néville est catégorisée bourg rural, selon la nouvelle grille communale de densité à sept niveaux définie par l'Insee en 2022.
Elle est située hors unité urbaine. Par ailleurs la commune fait partie de l'aire d'attraction de Saint-Valery-en-Caux, dont elle est une commune de la couronne,. Cette aire, qui regroupe 17 communes, est catégorisée dans les aires de moins de 50 000 habitants,.

### Occupation des sols
L'occupation des sols de la commune, telle qu'elle ressort de la base de données européenne d’occupation biophysique des sols Corine Land Cover (CLC), est marquée par l'importance des territoires agricoles (83,7 % en 2018), une proportion sensiblement équivalente à celle de 1990 (83,9 %). La répartition détaillée en 2018 est la suivante : 
terres arables (79 %), zones urbanisées (15,8 %), prairies (4,7 %), forêts (0,4 %). L'évolution de l’occupation des sols de la commune et de ses infrastructures peut être observée sur les différentes représentations cartographiques du territoire : la carte de Cassini (XVIIIe siècle), la carte d'état-major (1820-1866) et les cartes ou photos aériennes de l'IGN pour la période actuelle (1950 à aujourd'hui).

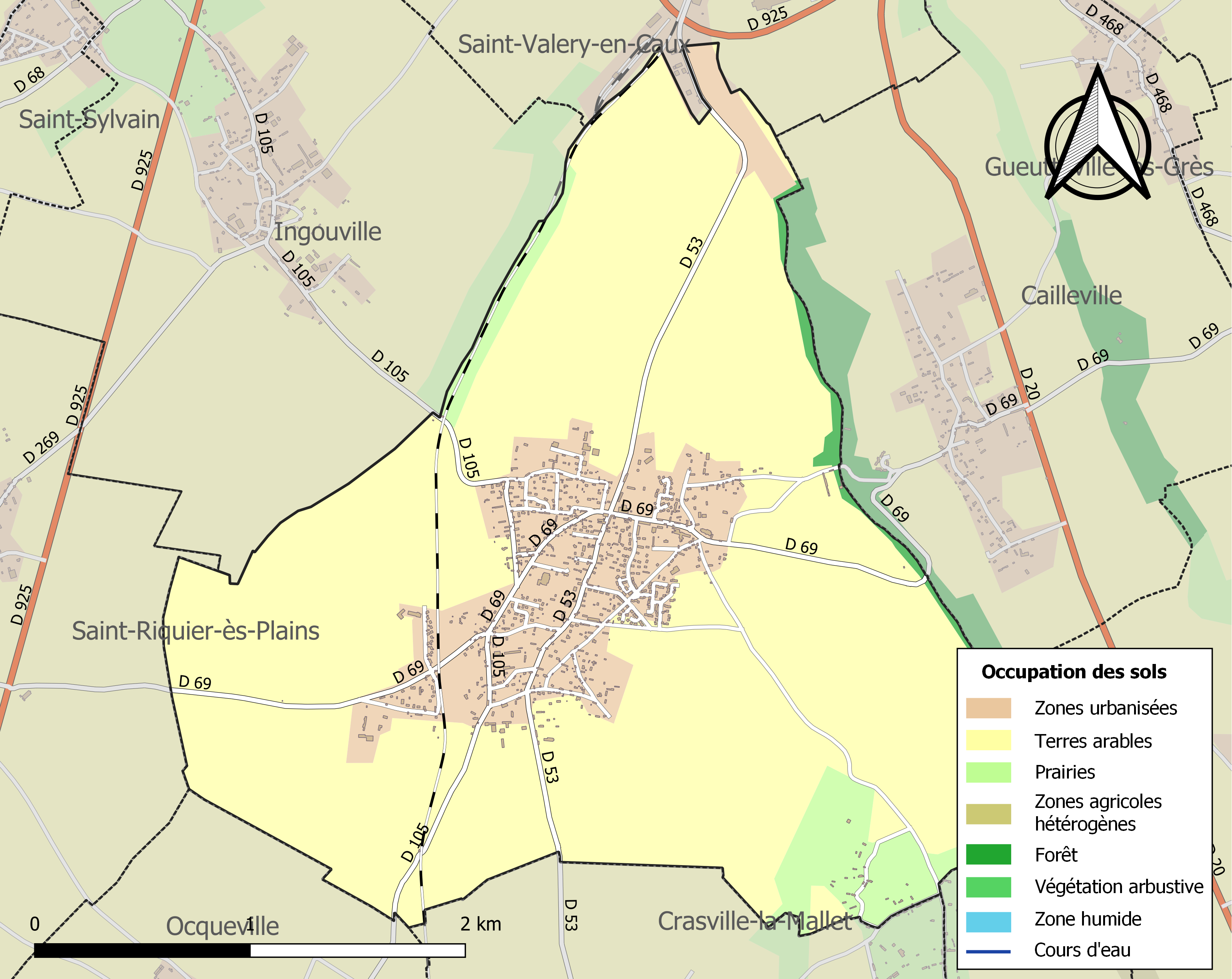
Carte des infrastructures et de l'occupation des sols de la commune en 2018 (CLC).

### Habitat et logement
En 2018, le nombre total de logements dans la commune était de 694, alors qu'il était de 625 en 2013 et de 557 en 2008.
Parmi ces logements, 77,1 % étaient des résidences principales, 15,7 % des résidences secondaires et 7,1 % des logements vacants. Ces logements étaient pour 98,6 % d'entre eux des maisons individuelles et pour 1 % des appartements.
Le tableau ci-dessous présente la typologie des logements à Néville en 2018 en comparaison avec celle de la Seine-Maritime et de la France entière. Une caractéristique marquante du parc de logements est ainsi une proportion de résidences secondaires et logements occasionnels (15,7 %) supérieure à celle du département (3,9 %) et à celle de la France entière (9,7 %). Concernant le statut d'occupation de ces logements, 69,3 % des habitants de la commune sont propriétaires de leur logement (67,9 % en 2013), contre 53 % pour la Seine-Maritime et 57,5 pour la France entière.
| Typologie                                               | Néville | Seine-Maritime | France entière |
| ------------------------------------------------------- | ------- | -------------- | -------------- |
| Résidences principales (en %)                           | 77,1    | 88             | 82,1           |
| Résidences secondaires et logements occasionnels (en %) | 15,7    | 3,9            | 9,7            |
| Logements vacants (en %)                                | 7,1     | 8,1            | 8,2            |

## Toponymie
Attestation : Nevillam en 1032 et 1035. La ferme de Néel, ancien prénom normand issu du norrois, lui-même d'origine gaélique Nial et qui se perpétue dans le nom de famille Néel encore fréquent dans la Seine-Maritime et dans la Manche.
Explication corroborée par le fait qu'un R. Neel tenait un fief à Néville en 1210.
Homonymie avec Néville-sur-Mer (Manche)
le même patronyme se retrouve également dans Néhou, attesté sous la forme latinisée Nigelli Hulmus au Moyen Âge.

Le prénom anglais Nigel dérive de cette forme faussement latinisée.
Les prénoms et toponymes Neville et Nevill du monde anglophone également.

## Politique et administration
| Période                                  | Période                        | Identité             | Étiquette   | Qualité                                                                                                  |
| ---------------------------------------- | ------------------------------ | -------------------- | ----------- | --- |
| Les données manquantes sont à compléter. |                                |                      |             | |
| 1902                                     |                                | Pierre Emo           |             | |
|                                          |                                | Arcade Mignot        |             | |
| Les données manquantes sont à compléter. |                                |                      |             | |
| juin 1995                                | avril 2014                     | Jacky Héloury        | PS puis PCF | Retraité EDF, Conseiller général de Saint-Valery-en-Caux (2004 → 2015)                                   |
| avril 2014                               | En cours (au 12 décembre 2020) | André-Pierre Bourdon |             | Retraité EDF Vice-président de la CC de la Côte d'Albâtre (2014 → 2016) Réélu pour le mandat 2020-2026 , |

## Démographie
L'évolution du nombre d'habitants est connue à travers les recensements de la population effectués dans la commune depuis 1793. Pour les communes de moins de 10 000 habitants, une enquête de recensement portant sur toute la population est réalisée tous les cinq ans, les populations de référence des années intermédiaires étant quant à elles estimées par interpolation ou extrapolation. Pour la commune, le premier recensement exhaustif entrant dans le cadre du nouveau dispositif a été réalisé en 2004.

En 2022, la commune comptait 1 339 habitants, en évolution de +3,4 % par rapport à 2016 (Seine-Maritime : +0,35 %, France hors Mayotte : +2,11 %).
| 1793  | 1800  | 1806  | 1821  | 1831  | 1836  | 1841  | 1846  | 1851  |
| ----- | ----- | ----- | ----- | ----- | ----- | ----- | ----- | ----- |
| 1 600 | 1 450 | 1 200 | 1 455 | 1 578 | 1 586 | 1 587 | 1 678 | 1 651 |

| 1856  | 1861  | 1866  | 1872  | 1876  | 1881  | 1886  | 1891  | 1896  |
| ----- | ----- | ----- | ----- | ----- | ----- | ----- | ----- | ----- |
| 1 626 | 1 649 | 1 688 | 1 552 | 1 421 | 1 222 | 1 138 | 1 229 | 1 156 |

| 1901  | 1906  | 1911  | 1921 | 1926 | 1931 | 1936 | 1946 | 1954 |
| ----- | ----- | ----- | ---- | ---- | ---- | ---- | ---- | ---- |
| 1 071 | 1 010 | 1 008 | 800  | 875  | 836  | 752  | 779  | 737  |

| 1962 | 1968 | 1975 | 1982 | 1990  | 1999  | 2004  | 2006  | 2009  |
| ---- | ---- | ---- | ---- | ----- | ----- | ----- | ----- | ----- |
| 690  | 679  | 559  | 883  | 1 109 | 1 090 | 1 128 | 1 101 | 1 102 |

| 2014  | 2019  | 2022  | - | - | - | - | - | - |
| ----- | ----- | ----- | - | - | - | - | - | - |
| 1 238 | 1 329 | 1 339 | - | - | - | - | - | - |

## Culture locale et patrimoine

### Lieux et monuments
- Église Saint-Martin, du XVIe siècle, abrite un orgue de 1625, de style Renaissance tardive.
- Chapelle Saint-Jean-Baptiste-de-Pleine-Sevette, du XVIe siècle, qui accueille un retable du XVIIe siècle.
- Château des Broussailles, construit en 1824.
- Colombier du XVIIe siècle, à la ferme du château[23].

### Personnalités liées à la commune
- François Michel Claude Benoît Le Camus de Néville (21 mars 1750 - 15 décembre 1813) : il acquiert les terres de Néville en 1767, il est intendant de Guyenne entre 1785 et 1790. Conseiller général de la Seine-Inférieure en 1802[24],[25].
- Charles Constant Havas, (né à Pont-Audemer en 1756), curé de la paroisse jusqu'en 1792, défroqué lors de la Révolution, il est chef de cabinet de Fouché de 1803 à 1815, et oncle de Charles-Louis Havas, fondateur de l'Agence Havas en 1835[réf. nécessaire].

### Héraldique
| Blason de Néville | Blason  | Palé d’or et d’azur au chef de gueules chargé de trois coquilles d’argent. |
| Blason de Néville | Détails | Le statut officiel du blason reste à déterminer.                           |